# Johann Krankl
Johann Krankl (nascut el 14 de febrer de 1953 a Viena, Àustria), sovint conegut com a Hans o Hansi Krankl és un antic jugador i entrenador de futbol professional austríac.
Jugava de davanter centre, posició en la qual va ser considerat un dels millors jugadors d'Europa dels anys 70. Jugador d'àrea, amb gran sentit de l'oportunisme, era un gran golejador, com ho acrediten els títols individuals que va aconseguir: Bota d'Or com a màxim golejador europeu de la temporada 1977-1978, segon a la Pilota d'Or 1978 i Pitxitxi de la lliga espanyola 1978-1979, entre altres títols. Té una brillant marca de 34 gols en 69 partits internacionals. Amb la selecció participà en la Copa del Món de 1978 de l'Argentina, la qual cosa no passava des de feia 20 anys. Entrena des de març de 2009 al LASK Linz de la Lliga austríaca de futbol.

## Biografia
Krankl es va donar a conèixer a tot Europa la temporada 1977-1978 quan, defenent la samarreta del Rapid de Viena, de la seva ciutat natal, va aconseguir la Bota d'Or europea que l'acreditava com el màxim golejador de les lligues europees. A més, al final d'aquesta temporada va disputar el Mundial de l'Argentina 1978, del qual va ser un dels màxims golejadors amb 4 gols.
Grans clubs europeus van voler contractar pels seus serveis, entre ells el FC Barcelona i el València CF. La licitació entre ambdós equips es va decantar del costat culer, quan Josep Lluís Núñez, tot just proclamat president del club, va oferir 70 milions de pessetes al Rapid, tot un rècord en l'època.
Hans va arribar a Barcelona amb una dificilísima papereta: era el substitut de Johan Cruyff, però l'austríac no va trigar a convèncer l'afició i guanyar-se el seu afecte. Al desembre de 1978, pocs mesos de vestir la samarreta blaugrana, va rebre el premi Pilota de Plata, que l'acreditava com el segon millor jugador futbolista europeu, només per darrere de l'anglès Kevin Keegan.
La primera temporada en la lliga espanyola de futbol va ser fantàstica per a Krankl. Va marcar 29 gols, que li van reportar el Trofeu Pitxitxi com a màxim golejador del campionat. A més, gràcies a aquests 29 gols també va aconseguir la Bota de Bronze com a tercer màxim golejador del futbol europeu i es convertí en el primer jugador que, jugant en la lliga espanyola, aconseguia aquest trofeu.
Aquesta temporada va ser especialment positiva per al club en el terreny europeu. Amb l'activa col·laboració de Krankl, l'equip va anar superant totes les eliminatòries de la Recopa, inclosa la històrica remuntada davant el RSC Anderlecht belga als vuitens de final. I l'equip es va plantar a la ja mítica final de Basilea (Suïssa) davant el conjunt alemany del Fortuna Düsseldorf de Klaus Allofs. Aquesta final va suposar el primer gran desplaçament (trenta mil seguidors) de l'afició blaugrana a Europa.
Dies abans de la final, no obstant això, Krankl va tenir el major esglai de la seva vida. Un aparatós accident de cotxe en plena Diagonal de Barcelona va estar a punt de costar-li la vida a ell i, especialment a la seva dona, que va haver de ser ingressada en estat molt greu en un hospital barceloní. Centenars d'aficionats del FC Barcelona, assabentats de la notícia, es van dirigir a l'hospital a donar sang i a fer guàrdia tot esperant notícies. Finalment, tant Krankl com la seva dona van salvar la vida i es van recuperar plenament.
Amb la seva dona encara ingressada, i el jugador encara molt afectat, va arribar el moment de jugar la final de Basilea. Krankl no va dubtar a jugar el partit, com a mostra d'agraïment davant la solidaritat dels aficionats. I el Barcelona, en la pròrroga, va acabar guanyant el títol amb una participació decisiva d'aquest mateix jugador, que va marcar el quart gol que pràcticament sentenciava la final.
La temporada 1979-1980 va ser molt diferent; malgrat la magnífica temporada anterior, i a ser ja tot un ídol per a l'afició, va ser apartat de l'equip per les seves discrepàncies amb l'entrenador Joaquim Rifé. Va ser substituït pel brasiler Roberto "Dinamita", i cedit al First Vienna FC 1894 fins a final de temporada. L'estiu de 1980 va tornar a incorporar-se a la disciplina del Barcelona, formant una dupla atacant amb el davant centre asturià Quini. Tanmateix, el nomenament d'Helenio Herrera com a entrenador de l'equip en substitució de Ladislao Kubala va motivar que la seva plaça d'estranger fos ocupada pel migcampista alemany Bernd Schuster, i en el mercat d'hivern de 1981 Krankl va tornar de nou al seu club d'origen, el Rapid Viena, on encara va poder disputar una nova final europea (la de la Recopa d'Europa, l'any 1985).
Després de penjar les botes a l'Austria Salzburg el 1989, Krankl començà una carrera d'entrenador, centrada en diversos clubs del seu país, entre ells el Rapid Viena, el Tirol Innsbruck o l'Austria Salzburg. També ha dirigit la selecció nacional austríaca, d'on fou acomiadat en no assolir la classificació per a la Copa del Món del 2006. També ha treballat de comentarista televisiu.